# Kampung Pelita
Kampung Pelita is een bestuurslaag in het regentschap Batam van de provincie Riau-archipel, Indonesië. Kampung Pelita telt 8186 inwoners (volkstelling 2010).